# Duguetia vallicola
Duguetia vallicola är en kirimojaväxtart som beskrevs av James Francis Macbride. Duguetia vallicola ingår i släktet Duguetia och familjen kirimojaväxter. Inga underarter finns listade i Catalogue of Life.